# Astra 5A
Astra 5A (Sirius 2; GE 1E) luxemburgi kommunikációs műhold. Eredetileg svéd távközlési műhold.

## Küldetés
Elősegíteni a rádió- és televíziócsatornák kisméretű parabolaantennával történő analóg vételét.  Szolgáltatását elsődlegesen a skandináv régióban, a balti államokban és Kelet-Európában végezte. Sodródásával Közel-Keletre, Afrikára és a Nyugat-Ázsiábra bővült a szolgáltatása.

## Jellemzői
Gyártotta a Aérospatiale, üzemeltette a Société Européenne des Satellites-Astra (SES Astra leányvállalata a SES Global) Európa műhold üzemeltető magáncége. Társműholdja a Indostar 1 (indonéziai) volt.
Megnevezései:  COSPAR:1997-071A; SATCAT kódja: 25049.
1997. november 12-én a Guyana Űrközpontból, az ELA-2. számú indítóállványról egy Ariane–4 (44L H10-3) hordozórakétával állították magas Föld körüli pályára (HEO = High-Earth Orbit). Az orbitális pályája 1448,66 perces, 4.73° hajlásszögű, Geoszinkron pálya perigeuma 36 012 kilométer, az apogeuma 36 064 kilométer volt.
Alakja prizma, méretei 1.8 x 2.3 x 2.86 méter. Tömege 2920 kilogramm. Szolgálati idejét 15 évre tervezték. Három tengelyesen stabilizált (Nap-Föld érzékeny) űreszköz. 66 televíziós csatorna, valamint videó és internet szolgáltatást végez. Telemetriai szolgáltatását antennák segítik. Információ lejátszó KU-sávos, 32 aktív+8 tartalék transzponder biztosította Európa lefedettségét. Az űreszközhöz napelemeket (gallium-arzenid) rögzítettek (kinyitva 27,3 méter; 1 400 W), éjszakai (földárnyék) energia ellátását újratölthető kémiai, nikkel-hidrogén akkumulátorok biztosították. A stabilitás és a pályaelemek elősegítése érdekében (monopropilén hidrazin) gázfúvókákkal felszerelt.
2009. január 16-án műszaki okok miatt befejezte szolgálatát, áprilisban kikapcsolták.